# Ação de bloco pivotante

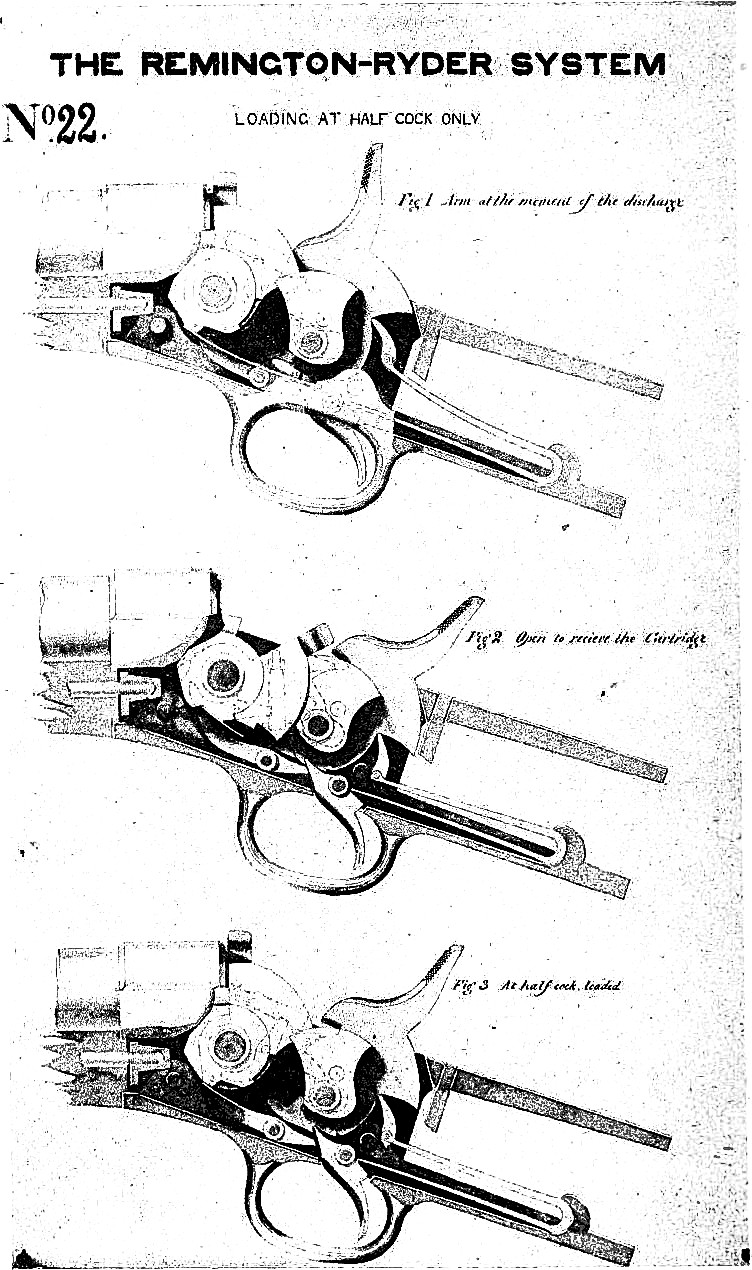
Funcionamento da ação de bloco pivotante da Remington:
Fig 1: bloco no momento do disparo.
Fig 2: bloco aberto para receber o cartucho.
Fig 3: cão engatilhado e câmara carregada.

A ação de bloco pivotante ("rolling block" em inglês) é uma forma de ação de arma de fogo em que a selagem da câmara é feita com um bloco de formato especial (como um arco de círculo), capaz de girar em torno de um pino localizado abaixo do eixo do cano.

## Funcionamento
Na ação de bloco pivotante o obturador da câmara tem a forma de uma seção de círculo, e é travado no lugar pelo cão, evitando a necessidade de um mecanismo de travamento separado. Uma vez travado, o obturador pivotante evita que o cartucho se mova para trás no momento do disparo. Ao armar o cão, o bloqueio da câmara é liberado e pode ser girado livremente para recarregar a arma.
Além de facilitar a operação de destravar e travar a câmara, a ação pivotante executa um movimento pequeno de cerca de cem graus, o que reduz as dimensões da caixa que contém todo o mecanismo. No entanto, apesar dessas vantagens, a ação de bloco pivotante não é tão resitente quanto outras como por exemplo a ação de bloco cadente, pois a parte do mecanismo que suporta as pressões do disparo fica abaixo da linha do centro do cartucho na câmara, o que impede o uso de cartuchos mais potentes.

## Histórico
Devido às técnicas metalúrgicas do século XIX, como acontece com a maioria das armas de fogo antigas produzidas para cartuchos de pólvora negra, rifles e pistolas fabricadas com ação pivotante durante o século XIX e início do século XX podem não ser adequados para munições modernas de alta potência. Desde o início do século XX, rifles com ação pivotante em aços modernos, adequados para cartuchos de pólvora sem fumaça, têm sido feitos para cartuchos como o 7x57mm Mauser.

### Burnside
A carabina Burnside, foi a primeira arma com mecanismo de ação de bloco pivotante que obteve grande sucesso comercial, tendo sido amplamente utilizada durante a Guerra Civil Americana. Ao final da guerra, cerca de 55.000 carabinas Burnside haviam sido entregues ao Exército da União. Em termos de quantidade, ela só foi superada pelas carabinas Sharps e Spencer.
Patenteado por Ambrose Burnside em 1856, foram usados alguns eufemismos para identificar seu mecanismo de ação, como "roating breech block", mas o seu funcionamento, apesar de algumas peculiaridades, como um curso de movimento maior e o uso de um cartucho de desenho específico, é claramente de ação pivotante ("rolling block").
O mecanismo dessa ação pivotante funcionava assim: a alavanca que comandava a ação era liberada através de uma alavanca menor dentro dela; abaixando a alavanca de operação (que também servia como guarda-mato), um bloco retangular pivotante era erguido; esse bloco continha uma cavidade cônica na qual o cartucho metálico exclusivo, também cônico era inserido com a bala para cima; ao fechar a alavanca de operação, o bloco gira para a frente inserindo o cartucho na câmara. A ignição era feita por espoleta de percussão posicionada sobre um pequeno orifício na base do cartucho efetuando a ignição do propelente, porém permitindo algum vazamento de gás na parte traseira do cartucho.
Apesar do sucesso inicial no uso desse mecanismo de ação, o cartucho de desenho especial que permitia diminuir o vazamento de gás na câmara, obturando-a completamente com sua expansão durante o disparo, com a subsequente aceitação dos cartuchos metálicos e sua padronização industrial no formato cilíndrico, fizeram com que o uso desse mecanismo que exigia um cartucho especial, caísse em desuso.
| Ilustrações da patente do mecanismo Burnside (acima). Close do mecanismo de ação do Burnside (abaixo). |  | O bastante peculiar cartucho Burnside. |

### Remington
O Remington Rolling Block rifle foi uma das armas de tiro único de maior sucesso já desenvolvidas. É uma ação pivotante forte e simples, muito confiável e não sujeita a ser obstruída por sujeira ou uso pesado. Foi baseado em parte na ação de ""split breech"" ("câmara dividida") produzida pela Remington durante a Guerra Civil Americana. Esse projeto foi reprojetado por Joseph Rider, e com suas patentes de 1864 e 1865, o colocou em uma forma final quase perfeita. e a primeira arma de fogo baseada nele, a pistola Remington Naval Model 1865 projetada em 1865, foi oferecida ao Exército e a Marinha dos Estados Unidos em 1866. Enquanto o Exército recusou o projeto, a Marinha comprometeu-se a comprar 5.000 daquelas pistolas.
O primeiro rifle baseado neste projeto, o Remington Rolling Block foi apresentado na Exposição Universal de 1867 e, em um ano, tornou-se o rifle militar padrão de várias nações, incluindo Suécia, Noruega e Dinamarca. Muitos rifles de percussão e mosquetes anteriores foram convertidos em designs de bloco rolante nesse ínterim, antes do desenvolvimento de designs mais modernos de ferrolho.

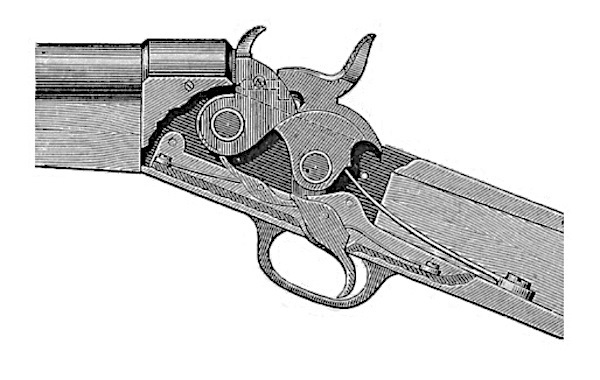
Diagrama esquemático do mecanismo de ação pivotante da Remington.

Nos Estados Unidos, os rifles Remington de ação pivotante fizeram muito sucesso na conquista de territórios como: Kansas, Texas, Colorado e outros mais a Oeste, um sucesso que a Remington rapidamente capitalizou em sua literatura publicitária, fazendo as vendas dispararem.
Capitalizando o relato de tantas histórias positivas, não só locais, mas também da Europa e de outros lugares, a Remington vendeu mais de 1,5 milhão de rifles de ação pivotante na década de 1880. A maioria foi vendida no mercado internacional, mas uma parte considerável, em calibres poderos como o .44-77 Sharps e o .50-90 Sharps - foram vendidas e colocadas em uso no oeste americano, por caçadores, homens da lei, aventureiros e muitos outros.
Entre 1866 e 1896, os rifles de repetição fizeram grandes avanços no Ocidente, mas muitos indivíduos ainda escolheram o poderoso e confiável rifle de ação pivotante e tiro único. No início da década de 1870, a Remington vangloriou-se em um anúncio de que seu rifle esportivo era “a arma preferida para fins de caça nas planícies; sua simplicidade e durabilidade recomendando-o especialmente para uso de fronteira”. Entre os caçadores de búfalos, o rifle esportivo de cano pesado da Remington foi a segunda máquina de matar mais popular, atrás apenas dos Sharps.
Da década de 1870 até o final da década de 1910, o México demonstrou grande interesse por rifles de ação pivotante. Na época, eram usados cartuchos de pólvora negra, até que a pólvora sem fumaça baseada em nitrocelulose ficou disponível para o mercado civil dos EUA em meados da década de 1890. O Exército dos EUA mudou para pólvora sem fumaça em 1892. Embora muitos de seus pares pós-Guerra Civil tenham sido descontinuados bem antes, a ação pivotante Remington, com seus modernos aços tratados termicamente, fez a transição para o futuro. O primeiro rifle de ação pivotante da Remington introduzido no "período sem fumaça" foi o "Remington Model 1897". Em 1899-1900, o México comprou 14.712 desses rifles e carabinas de estilo militar para distribuir para as tropas do exército de segunda linha, bem como para a polícia federal e rural. Todos foram vendidos no calibre 7,92×57mm Mauser de pólvora sem fumaça, já que o México e a maioria dos outros países latino-americanos usavam esse cartucho desde 1893.